# Izak Boom
Izak Boom (1965) is een Nederlands muzikant, cabaretier en kunstschilder. Hij is voornamelijk bekend door zijn samenwerkingsverbanden met onder anderen Youp van 't Hek, de Berini's, en zijn eigen band Spoor.

## Biografie
Izak werd in 1965 geboren in Leerbroek in een kunstzinnig en religieus milieu. Zijn vader Jan Boom was kunstschilder en zijn moeder is naaldwerkkunstenares. Al op jeugdige leeftijd ging hij op pianoles. Zijn drie oudere broers speelden gitaar en maakten hem vertrouwd met snarenmuziek. In de evangelische zondagsdiensten was hij een van de vaste begeleiders en deed er een hoop muzikale ervaring op.
In 1985 haalde hij zijn diploma als onderwijzer en ging in Herwijnen op de christelijke basisschool werken. Na een flinke identiteitscrisis, die een aantal jaren duurde, keerde hij zijn religieuze milieu de rug toe en begon hij zich nadrukkelijker als muzikant te profileren.

## Muzikale ontplooiing
In 1995 begon hij samen met Peter Blanker aan een langdurige muzikale samenwerking. Izak werd leider van het Peter Blanker Consort. Tevens schreef hij de muziek voor de grote revue "Geheid Rotterdam".
In 1998 ging hij zich professioneel bezighouden met de muziek en stopte hij met lesgeven. Hij ging samen met zijn goede vriend Walter Kuipers bij De Berini’s spelen. Tevens richtte hij samen met Jeroen Jongsma en Henrik Holm de band Vals Plat op, die tot 2006 bestond en in 2004 de cd  Spoor uitbracht bij Munich Records.
In 2000 trad hij samen op met Annie & de Dutch Cowboy’s op de Parade te Rotterdam. Begin 2002 stopte hij met spelen bij De Berini’s. Nadat Izak de Finse zangeres Pauliina May ontmoet had, besloten zij om samen met Sybren van Doesum en Mikko Karjaleinen de formatie AINA te starten. Izak had de teksten van de Finse dichter Eino Leino (1878 – 1925) op muziek gezet. Met de band heeft hij meerdere malen in Finland opgetreden en in Nederland o.a. bij de uitreiking van de Geuzenpenning in 2009, waar ook koningin Beatrix aanwezig was.
In 2003 heeft hij samen met Harry Sacksioni en Digmon Roovers een aantal optredens gegeven. Als invaller voor Rens van der Zalm trad Izak in 2004 met Youp van ’t Hek op. Hij werkte mee aan meerdere Van ’t Heks shows o.a. aan Prachtige Paprika’s en aan de oudejaarsconference Het Zelfmoordcommando.
In 2005 begon hij nog een formatie genaamd HotchPotch waarin hijzelf, Janos Koolen en Bart Soeters sinds 2006 samen spelen met Kaz Lux. Vals Plat werd eind 2006 ontbonden omdat Jeroen Jongsma het onderwijs in ging. Samen met Janos Koolen, Bart Soeters en Arthur Bont richtte hij de formatie Spoor op die bijna in dezelfde stijl als Vals Plat speelt. Spoor bracht in 2010 de CD 'Eindelijk Thuis' uit bij CRS (Continental Record Services).
Samen met Chris Poldervaart hebben de heren sinds 2007 hun formatie Boom en Poldervaart en het Grote Boom en Poldervaart Dans en Showorkest. Hun jaarlijkse kerstspektakels in theater 't Pand zijn nu reeds legendarisch.
Vanaf 2008 treedt Izak op voor bedrijven met bedrijfscabaretier Marcel Harmsen en in het theater tevens als derde lid van De Aimabele Schoften. 

## Kunstschilder
Vanaf 2011 is hij actief als kunstschilder.